# 고대 영어 니고데모 복음
《고대 영어 니고데모 복음》은 라틴어로 된 《니고데모 복음》을 고대 영어로 번역한 것이다. 케임브리지 대학교 및 대영 도서관에 필사본이 각 한점씩 보존되어 있다. 두 필사본 모두 기원후 11세기경에 쓰여졌다. 라틴어 원판과 비교해 볼 때 이 고대 영어 필사본들은 크고 작은 차이점이 존재하여 원본에 있던 낱말, 구절이 빠지기도 하고 없던 낱말, 구절이 추가되어 있기도 하다.
고대 영어판 니고데모 복음에는 사탄과 말싸움을 벌이는 "세오 헬(Seo hell)"이라는 존재가 등장한다. 세오 헬은 사탄에게 "그녀의" 공간에서 꺼지라고(고대 영어: ut of mynre onwununge) 명령하는데, 그녀의 생생한 인물묘사는 그녀가 "여성"이라는 것이 단순한 문법적인 요소가 아니라 실제적 의미를 가지고 있음을 시사한다. 그리고 이 점은 세오 헬을 자연스럽게 노르드의 지하세계 여신 헬 및 독일 민담의 프라우 홀다와 비교하게 만든다. 상술한 내용을 분석한 마이클 벨은 “헬이 중성적으로 체현(고대 노르드어: þat helviti)되던 노르드의 니고데모가 앵글로색슨으로 번역되다는 점이 이 여성성이 단순한 문법적 요소인 것일 가능성을 강화할 수 있다”는 점도 인정하였다. 또 벨은 《니고데모 복음》의 노르드어 번역본들에서 헬이 등장하는 것은 가장 늦은 시기의, 또 가장 파편적으로 보존된 판본에서만 등장한다는 점도 언급한다.

## 참고 자료
- Bell, Michael (1983). "Hel Our Queen: An Old Norse Analogue to an Old English Female Hell" as collected in The Harvard Theological Review, Vol. 76, No. 2 (April 1983), pages 263-268. Cambridge University Press.
- Hulme, William H. (1898). "The Old English Version of the Gospel of Nicodemus" as published in Modern Language Association of America, Vol. 13, No. 4 (1898).